# Leptocera steyskali
Leptocera steyskali är en tvåvingeart som beskrevs av Deeming 1980. Leptocera steyskali ingår i släktet Leptocera och familjen hoppflugor.
Artens utbredningsområde är West Virginia. Inga underarter finns listade i Catalogue of Life.